# Sparks (Georgia)
Sparks è una città degli Stati Uniti d'America, situata in Georgia, nella Contea di Cook.